# Theodore George Henry Strehlow
Theodore „Ted“ George Henry Strehlow (* 6. Juni 1908 in Hermannsburg; † 3. Oktober 1978) war ein australischer deutschstämmiger Ethnologe. Er setzte die Arbeiten seines Vaters Carl Strehlow fort.

## Leben
Strehlow lernte als Sohn eines Missionars von klein auf die Kultur der Aranda kennen. Die Kinder des Stammes waren seine Spielkameraden. Er sprach daher ihre Sprache. Als er 14 Jahre alt war, starb sein Vater; die Familie zog nach Adelaide. Dort studierte er Anglistik. 1933 traten Stammesälteste mit der Bitte an Strehlow heran, deren Mythen, Geschichten und Lieder niederzuschreiben und die Arbeit seines Vaters fortzusetzen. Von 1936 bis 1942 war er im Siedlungsgebiet der Aborigines als Schutzbeamter tätig, was ihm Kritik der Farmer und Siedler einbrachte, aber das Vertrauen der Aranda verstärkte. 1942 wurde Strehlow zur australischen Armee eingezogen und beteiligte sich am Zweiten Weltkrieg im Pazifik. Danach kehrte er nach Hermannsburg zurück und führte seine Forschungsarbeiten fort.

## Nachlass und Kontroverse
Die Sammlung seiner Fotos, Artefakte, Untersuchungen und Arbeiten sind im „Strehlow Research Centre“ in Alice Springs hinterlegt, wo sie eingesehen werden können.
Strehlow stand im Zentrum einer Kontroverse mit Aborigines. Sie warfen ihm vor, entgegen ihren Sitten Gegenstände aus geheimen Zeremonien gesammelt zu haben. Besonders kritisiert wurde, dass Strehlow in seinem letzten Lebensjahr Fotos von Zeremonien an das deutsche Magazin Stern verkauft habe, und dass die Sammlung anschließend von einer Frau, nämlich Strehlows Witwe, verwaltet wurde.

## Bibliografie
- Aranda Phonetics and Grammar. Oceania Monographs 7, undatiert [1944].
- Aranda Traditions. Melbourne University Press, Melbourne 1947.
- Rex Battarbee: Artist and Founder of the Aboriginal Art Movement in Central Australia. The Legend Press, Sydney 1956.
- Journey To Horseshoe Bend. Angus and Robertson, Sydney 1969.
- Songs of Central Australia. Angus and Robertson, Sydney 1971.